# Bagnols (Puy-de-Dôme)
Bagnols é uma comuna francesa na região administrativa de Auvérnia-Ródano-Alpes, no departamento Puy-de-Dôme. Estende-se por uma área de 41,88 km². Em 2010 a comuna tinha 445 habitantes (densidade: 10,6 hab./km²).